# Gary Wallis
Gary Wallis (Londra, 10 giugno 1964) è un batterista e percussionista britannico, noto per essere stato turnista dei Pink Floyd durante il A Momentary Lapse of Reason Tour (1988) e il Pulse Tour (1994).
Gary Wallis ha anche suonato con Mike + The Mechanics, Nik Kershaw, The Power Station, Spinal Tap e Jean-Michel Jarre.

## Con i Pink Floyd
Una caratteristica dei Pink Floyd durante le registrazioni in studio per A Momentary Lapse of Reason (1987) e il lungo tour successivo è stata quella di impiegare due batteristi. Gary Wallis è risultato uno dei migliori batteristi e percussionisti adatti a fare da spalla al batterista del gruppo, Nick Mason.
Mentre per il tour del 1988, conclusosi con il concerto di Venezia del luglio 1989, Wallis usava delle percussioni disposte anche in alto e si faceva notare per come saltava da una parte all'altra per suonare, per il tour successivo all'uscita dell'album The Division Bell (1994), oltre alle percussioni, Gary ha suonato anche una batteria identica a quella di Nick Mason.
Gary Wallis ha suonato anche le tastiere in Comfortably Numb, nella versione eseguita nell'album dal vivo Delicate Sound of Thunder nella prima parte, affiancando Richard Wright e Jon Carin alla tastiera, per poi tornare a suonare le percussioni durante la fase finale del brano.